# ساعت ۵ عصر
ساعت ۵ عصر فیلمی کمدی و اجتماعی به کارگردانی، نویسندگی و تهیه‌کنندگی مهران مدیری و بازیگری سیامک انصاری ساختهٔ سال ۱۳۹۵ است.

## اکران

### اکران خصوصی
فیلم در تاریخ ۲۶ تیر ۹۶ در اکران خصوصی به نمایش درآمد. حضور سخنگوی دولت وقت، محمدباقر نوبخت در این مراسم از نکات قابل توجه بود. از دیگر چهره‌های شاخص در این مراسم می‌توان به عادل فردوسی پور، فرزاد حسنی، رضا عطاران، رامبد جوان و ... اشاره کرد.

### اکران عمومی
زمان تعیین شده برای اکران عمومی این فیلم، ۲۸ تیر ماه اعلام شده بود. اما به دلیل تعطیلی تمامی سینماهای کشور از ساعت ۱۹ چهارشنبه ۲۸ تیر تا پایان پنج‌شنبه ۲۹ تیر در سالگرد فوت جعفر صادق ششمین امام شیعیان، اکران فیلم تا ۳۰ تیر ماه به تعویق افتاد.
این فیلم به دلیل طولانی شدن مراحل تدوین به سی‌وپنجمین جشنواره فیلم فجر نرسید.

## خلاصه داستان
داستان فیلم در سال ۱۳۹۲ اتفاق افتاده است و با فضایی مدرن آغاز می‌شود. مهرداد پرهام (سیامک انصاری) یک وکیل دادگستری است که به تنهایی در شمال شهر تهران زندگی می‌کند. نامزد او مهناز (آزاده صمدی) در فرانسه مشغول تحصیل است و او باید برای پرداخت قسط بانکی تا راس ساعت ۵ عصر خود را به شعبه بانک برساند تا خانه‌اش را از مصادره شدن توسط بانک نجات دهد.
در این میان اتفاقات زیادی برای او می‌افتد که روند داستان را شکل می‌دهد و هر کدام نشان‌گر معضلات اجتماعی و ناهنجاری‌هایی است که هر روزه ما با آنها سر و کار داریم و شاید برایمان عادی شده است. از حضور و هجمه مردم در مترو برای سوار شدن تا شرایط نامساعد سفرهای درون‌شهری و بیمارستان‌های کشور.

## بازیگران
| بازیگر       | نقش          | توضیحات                    |
| ------------ | ------------ | -------------------------- |
| سیامک انصاری | مهرداد پرهام | نقش اصلی                   |
| آزاده صمدی   | مهناز        | نامزد مهرداد               |
| امیر جعفری   | نادر         | راننده تاکسی مهرداد        |
| رسول نجفیان  | نوحه‌خوان     | نوحه خوان بهشت زهرا        |
| نگین معتضدی  | پرستار       | پرستار مهرداد              |
| فاطمه مرتاضی | پیرزن        | همسر مرحوم جعفر خاتون‌آبادی |
| مهران مدیری  | بازپرس       | بازپرس از مهرداد           |

## افتخارات (هجدهمینجشن حافظ)
| قسمت                     | نامزد       | نتیجه    |
| ------------------------ | ----------- | -------- |
| بهترین فیلم              | مهران مدیری | نامزدشده |
| بهترین کارگردانی سینمایی | مهران مدیری | نامزدشده |
| بهترین فیلمنامه سینمایی  | مهران مدیری | نامزدشده |
| بهترین فیلمبرداری        | محمود کلاری | نامزدشده |

## واکنش‌ها به فیلم
حسین پاکدل با انتشار یادداشتی به فیلم ساعت ۵ عصر ساخته مهران مدیری واکنش نشان داد و این فیلم را اثری سهل و ممتنع توصیف کرد که باید آن را بارها تماشا کرد. مهدی خرم‌دل با انتقاد از فیلم گفت که اگر دقیقاً همین فیلم به نام هر کارگردانی به جز مهران مدیری بدون این پروپاگاندا اکران می‌شد، شاید حتی یک میلیارد نیز نمی‌فروخت.

## حاشیه نشست خبری فیلم ساعت ۵ عصر

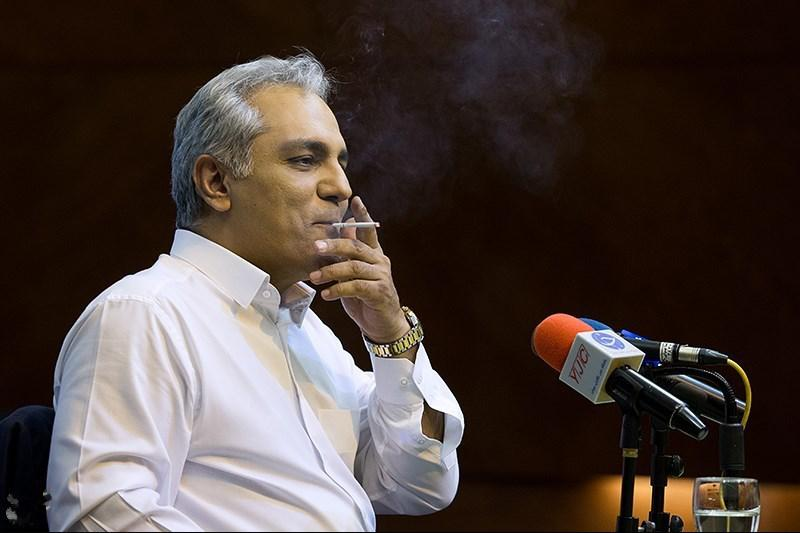
سیگار کشیدن مهران مدیری در نشست خبری فیلم ساعت ۵ عصر

در ۴ شهریور ۱۳۹۵ نشست خبری فیلم ساعت ۵ عصر در هتل هما برگزار شد و مهران مدیری در این نشست به سوالات خبرنگاران پیرامون این فیلم پاسخ داد. طی این نشست خبری، وی اقدام به سیگار کشیدن کرد که این کار وی واکنش‌های گسترده‌ای را در پی داشت. دبیرکل جمعیت مبارزه با استعمال دخانیات ایران در واکنش به این اتفاق گفت:
هر گونه رفتار از طرف افراد سرشناس و قابل اعتماد جامعه که سلامت عمومی جامعه را به گونه‌ای به خطر بیندازد، نباید نادیده گرفته شود.

## فروش
ساعت ۵ عصر در نخستین روز اکران بیش از ۷۰۰ میلیون تومان فروش داشت و در کمتر از یک هفته، به عدد ۲ میلیارد و ۳۰۰ میلیون تومان در جدول فروش فیلم‌های در حال اکران رسید. پس از ۸ هفته اکران، مجموع فروش این فیلم به ۹ میلیارد تومان رسید.

## رکوردها
| عنوان                                 | نوضیح/میزان                                     |
| ------------------------------------- | ----------------------------------------------- |
| بیشترین فروش در یک هفته               | ۳ میلیارد و ۴۵ میلیون تومان                     |
| بیشترین رزرو آنلاین بلیط              | بیش از ۳۰۰ میلیون تومان                         |
| بیشترین تعداد بیننده در روز اول اکران | بیش از ۶۴ هزار و ۳۳۰ نفر در کل کشور در ۵۲۰ سانس |
| بیشترین تعداد سانس در یک سینما        | ۵۴ سانس در یک سینما                             |
| بیشترین فروش یک فیلم در روز اول اکران | ۷۰۰ میلیون تومان                                |